# 艾哈迈德·阿瓦德·本·奥夫
艾哈迈德·阿瓦德·本·奥夫（阿拉伯语：‎；1957年— ），苏丹将军、政治家，自2019年2月起担任苏丹第一副总统，曾任苏丹国防部部长。2019年初，反對時任總統奥马尔·巴希尔的示威不斷。他發動2019年苏丹政变后，透過國營電視台宣布解散政府，拘捕巴席爾，並担任过渡军事委员会主席，即臨時国家元首。但由於示威活動仍未止，他在翌日辭職，由阿卜杜勒·法塔赫·阿卜杜勒拉赫曼·布尔汉中將繼任过渡军事委员会主席。